# Gai Laceri
Gai Laceri (en llatí Caius Lacerius) era tribú de la plebs l'any 401 aC i va ser elegit per designació dels altres tribuns, pel sistema de cooptació (cooptatio), sota influència dels patricis, que volien deixar de banda la Lex Trebonia de tribunis. Titus Livi ho menciona.